# Pieni Palosaari (ö i Södra Karelen)
Pieni Palosaari är en ö i Finland. Den ligger i sjön Kivijärvi och i kommunen Luumäki i den ekonomiska regionen  Villmanstrands ekonomiska region  och landskapet Södra Karelen, i den södra delen av landet, 180 km nordost om huvudstaden Helsingfors. Öns största längd är 60 meter i nord-sydlig riktning.